# La moglie sola
La moglie sola (Charulata) è un film del 1964 diretto da Satyajit Ray. Il film è tratto dal romanzo breve Il nido infranto di Rabindranath Tagore.

## Trama
Calcutta, 1879. Charulata è una giovane donna sposata con Bhupati, direttore del quotidiano politico liberale "The Sentinel", favorevole all'indipendenza dell'India dalla Corona britannica. Bhupati dedica molto tempo al lavoro; Charulata si sente sola e trascorre il tempo nella lettura di opere letterarie in prosa e in versi. Bhupati è consapevole dell'infelicità della moglie; assume perciò come amministratore del giornale il fratello di lei, Umapada, e lo ospita, assieme alla moglie Manda, nella propria abitazione di Calcutta.
Bhupati riceve la visita di suo cugino Amal, un giovane aspirante scrittore. Bhupati prega Amal di assistere Charulata la quale, a giudizio del marito, ha talento per la scrittura. Charulata prova una crescente simpatia per Amal. La donna scrive infine un racconto che viene pubblicato su una rivista letteraria. Nel frattempo Umapada ha approfittato della fiducia che gli ha concesso il cognato per derubarlo e infine scappa con la cassa assieme a Manda. Bhupati confida ad Amal la propria disperazione: il tradimento di un familiare è stato per lui più doloroso del danno finanziario subìto. Amal, che si è accorto della crescente simpatia di Charulata per lui, per lealtà verso il cugino decide di lasciare Calcutta. Charulata si dispera per l'abbandono di Amal, senza rendersi conto che il marito, entrato per caso nella stanza, la sta ascoltando. Bhupati, sconvolto, va via da casa e vaga senza meta. Si presenta sulla soglia di casa qualche giorno dopo; Charulata lo invita a entrare.

## Premi
- Satyajit Ray ottenne l'Orso d'argento per il miglior regista al Festival di Berlino 1965.
- Charulata - La moglie sola vinse, come miglior Film, il festival di Acapulco 1965[2].